# Abd Allah ibn Muhammad
ʿAbd Allāh ibn Muḥammad (in arabo أبو محمد عبد الله بن محمد‎?; Cordova, 11 gennaio 844 – Cordova, 15 ottobre 912) è stato il 7º emiro indipendente di al-Andalus (888 - 912).

## Origine
Abd Allah era figlio del quinto emiro indipendente di Cordova, Muḥammad I ibn ʿAbd al-Raḥmān, della dinastia degli Omayyadi e di una moglie o concubina, detta Baher, come riporta la Historias de Al-Andalus, por Aben-Adhari de Marruecos; anche la Histoire de l'Afrique et de l'Espagne conferma, chiamando la madre Behàr.

Muḥammad I ibn ʿAbd al-Raḥmān era figlio del quarto emiro indipendente di Cordova, al-Rahman II, della dinastia degli Omayyadi e di una moglie o concubina, detta Buheyr, come riporta la Historias de Al-Andalus, por Aben-Adhari de Marruecos; anche la Histoire de l'Afrique et de l'Espagne conferma, chiamando la madre Boheyr.

Gli ascendenti di entrambi sono citati nella Histoire des Almohades / d'Abd el- Wâh'id Merrâkechi.

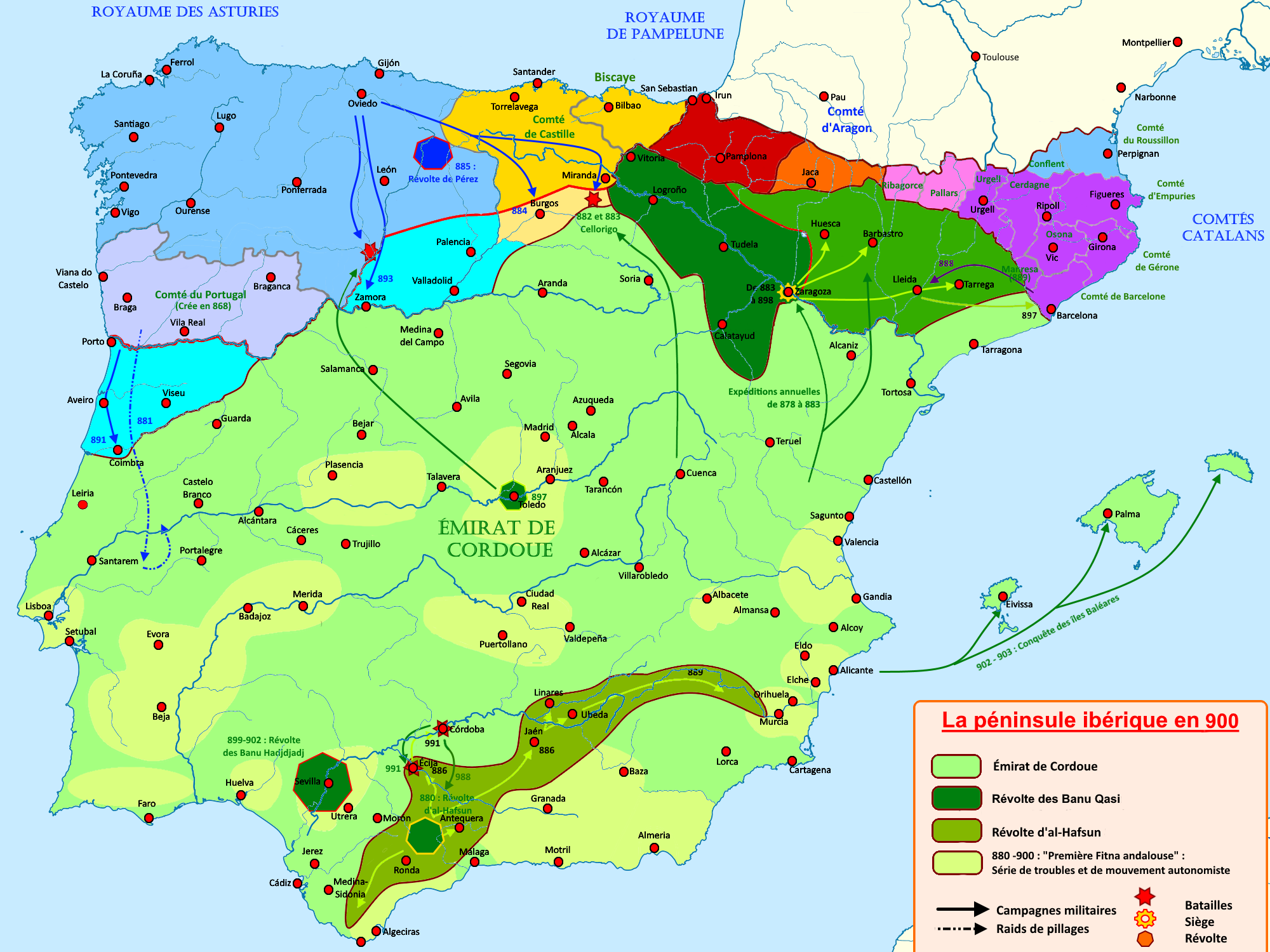
La penisola iberica, nel 900, durante l'emirato di Abd Allah ibn Muhammad

## Biografia
Nei due anni di regno, suo fratello, Al-Mundhir, dovette combattere, senza esito, contro il ribelle Umar ibn Hafsun, come riporta la Spagna musulmana e Portogallo: una storia politica di al-Andalus.

Suo fratello, Al-Mundhir si trovava nei pressi di Bobastro (Malaga), quando, nell'888, morì, forse di morte naturale, ma a quanto pare fatto avvelenare da ʿAbd Allāh, come riporta anche, lo storico Rafael Altamira. Si dice che fosse presente anche lui nell'accampamento in cui il fratello moriva e che, come riporta il Diccionario biográfico español, Real Academia de la Historia, il dottore, che lo stava curando, aiutò al-Mundhir a morire con una punta avvelenata.

Abd Allah divenne il settimo emiro di Cordova il 24 giugno 888; e, come riporta il Diccionario biográfico español, Real Academia de la Historia, per i cronisti arabi era una persona pia, retta e giusta, secondo i canoni di un buon sovrano musulmano.
Secondo La web de las biografias, il governo di Abd Allah fu caratterizzato da continue guerre tra arabi, berberi e muladí. Il suo potere di emiro fu esercitato quasi esclusivamente nella zona di Cordova, mentre per il resto di al-Andalus governavano famiglie ribelli che non accettavano la sua autorità.
In quasi tutte le città si erano formate due fazioni: gli arabi e gli spagnoli (sia musulmani che cristiani), che si combattevano tra loro.

Inoltre, sia i signori di Siviglia, e di molte altre città tra cui, Mentesa, Medina-Sidonia, Lorca e Saragozza, obbedivano all'emiro, solo quando conveniva loro, mentre i Berberi erano tornati ad un sistema di governo di tipo tribale.
Per quanto non abiurasse alla religione islamica fino all'889, Ibn Ḥafṣūn costituì dunque il massimo pericolo per la dinastia omayyade, assai più di quello rappresentato dal pur bellicoso (ma, tutto sommato, meno preoccupante) regno asturleonese, infatti, dopo aver posto sotto il proprio controllo le province di Rayyo (dove si trovava Bobastro), di Elvira (dove sorgeva Granada) e di Jaén, Ibn Ḥafṣūn riuscì ad allearsi con le popolazioni di Archidona, Baeza, Úbeda e Priego.

Nell'891 Ibn Ḥafṣūn, fu sconfitto vicino al castello di Polei e perse diverse città; Abd Allah, dopo la vittoria, massacrò tutti i cristiani, mentre i musulmani delle città conquistate, venivano perdonati.
Già nell'892, Ibn Ḥafṣūn si era ripreso, e riconquistò le città che aveva perduto, tra cui Granada e Jaén.
Abd Allah, nel 901, fece la pace con Ibn Ḥafṣūn, che si era alleato coi Banu Qasi e col re delle Asturie Alfonso III, ma nel 902 la guerra riprese e si protrasse sino alla morte di Abd Allah, che stava ottenendo dei successi e migliorava le sue posizioni.
Abd Allah morì il 15 ottobre 912 e, interrompendo la tradizione che al padre succedesse un figlio, per una sua decisione, gli succedette il nipote ʿAbd al-Rahmān III, secondo il Diccionario biográfico español, Real Academia de la Historia, consegnando il suo anello al nipote; tale decisione fu accettata dagli altri figli dell'emiro.

### Famiglia
Abd Allah ebbe ventiquattro figli (11 maschi e 13 femmine), tra cui coloro che erano stati designati come suoi successori: il primo, nato da una moglie, Dorr, come riportano la Histoire de l'Afrique et de l'Espagne e la Historias de Al-Andalus, por Aben-Adhari de Marruecos(secondo il codice di Roda il nome della moglie era Oneca Fortúnez, figlia del Re di Pamplona, Fortunato Garcés; anche la Historias de Al-Andalus, por Aben-Adhari de Marruecos riporta che Dorr era il nome arabo di Oneca Fortúnez):
- Mohammed[15][17][18], che era stato designato dal padre come proprio successore, ma, ritenuto in combutta con Umar ibn Hafsun, fu incarcerato su ordine del padre, che dopo un'accurata indagine lo ritenne innocente e decise di liberarlo, ma il fratello, al-Mutarrif, il 25 aprile 890, lo uccise, prima che fosse liberato, poco tempo dopo la nascita del suo, primogenito, ʿAbd al-Rahmān III[21].

il secondo, nato da una sua concubina, Ghazlân, come riportano la Histoire de l'Afrique et de l'Espagne e la Historias de Al-Andalus, por Aben-Adhari de Marruecos:
- Mot'arrif o al-Mutarrif[17][22], che dopo aver ucciso il fratello, rischiò di essere messo a morte dal padre, che poi lo perdonò e lo designò come proprio successore; ma qualche anno dopo, il padre lo fece incarcerare, per presunte complicità con la sollevazione di Siviglia, facendolo decapitare, nel novembre 895[11].

### Fonti primarie
- (LA)  textos-navarros-codice-roda.pdf.
- (ES)  Cronica Alfonso III)
- (FR)  Histoire des Almohades / d'Abd el- Wâh'id Merrâkechi
- (FR)  #ES Histoire de l'Afrique et de l'Espagne, Volume 2
- (ES)  Historias de Al-Andalus, por Aben-Adhari de Marruecos

### Letteratura storiografica
- Rafael Altamira, il califfato occidentale, in «Storia del mondo medievale», vol. II, 1999, pp. 477–515
- (EN)  #ES Spagna musulmana e Portogallo: una storia politica di al-Andalus